# LXIII. Armeekorps
LXIII. Armeekorps var en tysk armékår under andra världskriget. Kåren sattes upp den 14 november 1944.

## Befälhavare
Kårens befälhavare:
- Generalleutnant Ernst Dehner  14 november 1944–17 november 1944
- Generalleutnant Friedrich-August Schack  24 november 1944–13 december 1944
- General der Infanterie Erich Abraham  13 december 1944–7 maj 1945

Stabschef:
- Oberst Hans Behle  15 november 1944–7 maj 1945